# Гуанчжоувань

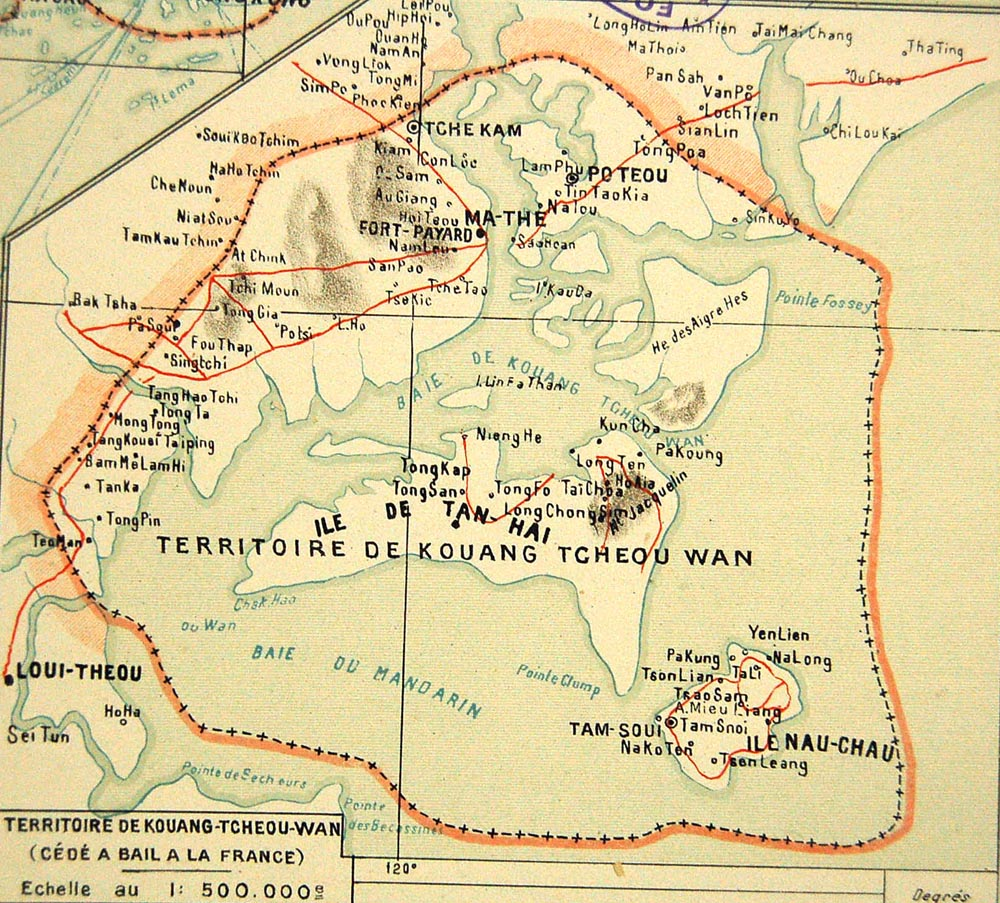
Карта Гуанчжоуваня

Гуанчжоувань (кит. трад. 廣州灣, упр. 广州湾, пиньинь Guǎngzhōuwān, фр. Kouang-Tchéou-Wan (в транскрипции EFEO), на картах периода — также Quang-Tchéou-Wan, Kwangchowan или Kwang-Chou-Wan) — небольшой эксклав на южном побережье Китая, уступленный империей Цин Франции 27 мая 1898 года в качестве арендованной территории и управляемый Францией как часть Французского Индокитая. Территория не испытала быстрого роста населения, в отличие от других частей прибрежного Китая, население увеличилось с 189 000 в 1911 году лишь до 209 000 в 1935 году. Промышленность на данной территории включала в себя доставку и добычу угля.
Колония была захвачена и передана Японии в феврале 1943 года, была возвращена назад Франции в 1945 году, и, наконец, вернулась в состав Китая в 1946 году, при этом было восстановлено первоначальное название территории — Чжаньцзян. Население, которое проживает в этой области, говорит на лэйчжоуском диалекте вместо кантонского диалекта.

## Источники

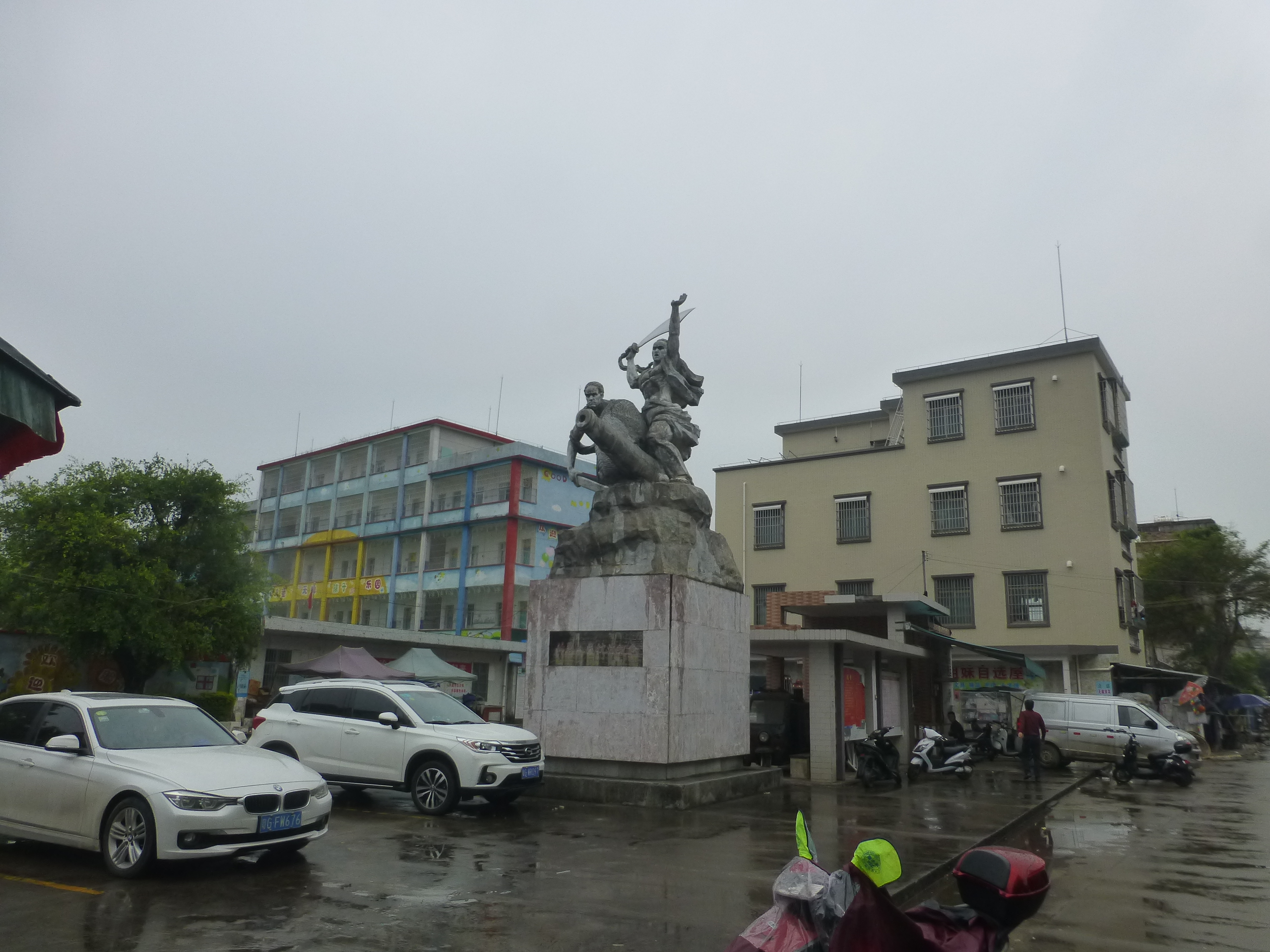
Мемориал в честь борьбы народа пос. Хуанлюэ против французских захватчиков